# مسجد السنة
مسجد السُّنَّة مسجدٌ من تصميم المهندس المعماري جان فرنسوا زيفاكو ذو أسلوب حداثي بني في مدينة الدار البيضاء المغربية. يتميز بعناصر من العمارة الخمومية وخاصة في استعمال الخرسانة الخامة.يقع عند تقاطع شارع 2 مارس مع شارع موديبو كايتا.
ألهمت تصميمه كنيسة القديس فرنسيس الأسيزي في مدينة بيلو هوريزونتي البرازيلية، وهي كنيسة صممها المعماري البرازيلي أوسكار نيماير عام 1943.